# Большая Гниловка (нижний приток Кобры)
Большая Гниловка — река в России, протекает в Нагорском районе Кировской области. Устье реки находится в 56 км по левому берегу реки Кобра. Длина реки составляет 12 км.
Исток реки в 5 километрах к югу от посёлка Крутой Лог (Синегорское сельское поселение) и в 26 км к северу от посёлка Нагорск. Река течёт на северо-запад по ненаселённому сильно заболоченному лесу. Впадает в Кобру километром восточнее посёлка Первомайск (Синегорское сельское поселение).

## Данные водного реестра
По данным государственного водного реестра России относится к Камскому бассейновому округу, водохозяйственный участок реки — Вятка от истока до города Киров, без реки Чепца, речной подбассейн реки — Вятка. Речной бассейн реки — Кама.
По данным геоинформационной системы водохозяйственного районирования территории РФ, подготовленной Федеральным агентством водных ресурсов:
- Код водного объекта в государственном водном реестре — 10010300212111100031075
- Код по гидрологической изученности (ГИ) — 111103107
- Код бассейна — 10.01.03.002
- Номер тома по ГИ — 11
- Выпуск по ГИ — 1